# 加利福尼亚爱氏海葵
加利福尼亚爱氏海葵（学名：Edwardsia californica）为爱氏海葵科爱氏海葵属的动物。其种加词“californica”意为“美国加利福尼亚的”。分布于美国以及渤海湾等。